# Tóth Éva (operetténekes)
Tóth Éva (Bernecebaráti, 1961. július 21. – Budapest, 2022. augusztus 11.) magyar operetténekes, előadóművész.

## Életpályája
Bernecebarátiban született, de középiskolás korában családja Budapestre, Kispestre költözött. A Lengyel Gyula Kereskedelmi Szakközépiskolában érettségizett és elvégezte a Kereskedelmi és Vendéglátóipari Főiskolát is. A Budapesti Tüzép kereskedelmi főosztályán dolgozott. Magánúton folytatott énektanulmányokat és szinkronszínész, műsorközlő végzettséggel is rendelkezett. Táncdalénekesként kezdte Kovács Magda énektanárnál, majd operettet és magyarnótát később klasszikus hangképzést is tanult. Stílustanárai: Siliga Miklós és Oláh Gyula voltak. Énekelt operát is, de az operett műfajában teljesedett ki. Erről korábban így mesélt: 

„...táncdalénekesnő akartam lenni. Első tanárom Kovács Babi volt. Lengyelfi Miklós, televíziós szerkesztő biztatására – aki az operett és a magyar nóta felé terelt – az OSZK (Országos Szórakoztatózenei Központ) stúdiójában folytattam tanulmányaimat, ahol Horváth Eszter operaénekes volt a hangképző tanárom, Hegedűs Valér pedig a korrepetitorom. Lengyelfi Miklósnak köszönhetem első tévés nótafelvételemet is. A vizsgák után magánúton Horváth Eszterhez – ő ismertette meg velem a klasszikus hangképzést – , később Sipos Jenő tanár úrhoz, majd Gencsy Sárikához jártam. Őt követte Bokor Jutta operaénekes.”

Hivatásos előadóművészi vizsgái után különböző műsorokban szerepelt, többek között a Pesti Vigadóban is. 2000-ben került a Budapest Televízióhoz, ahol a "Szellők szárnyán" és a "Szól a nóta" című műsorokat szerkesztette és vezette, illetve a "Vasárnap esti Kívánságműsor" sorozatot is. Itt ismerkedett meg partnerével, későbbi férjével: Leblanc Győző operaénekessel is. 2003-ban ausztráliai turnén vettek részt, majd a Blaha Lujza Színház utazó társulattal járták az országot, amelynek primadonnája lett. Férjével 2006 őszétől több hónapos fellépéssorozattal járták a világot, amelynek állomásai többek között: Kanada, USA, Új-Zéland; Ausztrália voltak, de szerepeltek például Izraelben is. Előadóművészként  számos fellépésük volt külföldön és idehaza. A környező országok: Felvidék, Erdély, Vajdaság magyar lakta településein is. Műsorvezetőként a televízióban heti rendszerességgel a Hatoscsatornán láthatták a nézők a "Dallamok szárnyán" című kívánságműsorukat.

## Magánélete
Első férjétől, akitől egy fia született, elvált. Második férje Leblanc Győző operaénekes volt.

## Fontosabb színpadi szerepei
- Jacobi Viktor: Sybill... Sybill
- Huszka Jenő: Lili bárónő... Lili bárónő
- Kacsóh Pongrác – Bakonyi Károly: János vitéz... Iluska
- Kálmán Imre: Marica grófnő... Marica
- Kálmán Imre: Csárdáskirálynő... Sylvia

## Lemez, CD, DVD
- Szellők szárnyán (2003) (Operett világ sorozat ; 1.)[2]
- Túl az óperencián (2004) (Operett világ sorozat ; 2.)
- Szól a nóta – Tóth Éva és Leblanc Győző közreműködésével
- Fizetek fő úr! (Szellők szárnyán sorozat II.)